# Calci lactat gluconat
Calci lactat gluconat là muối calci của axit lactic và axit gluconic. Công thức hóa học là Ca5(C3H5O3)6.(C6H11O7)4.2H2O. Chất này được điều chế lần đầu bởi Sandoz, Thụy Sĩ. Calci lactat gluconat thường được dùng trong công nghiệp thực phẩm do tính tan trong nước rất tốt và mùi vị trung tính. Calci lactat gluconat có thể được dùng để trung hòa độc tính của HF (axit hydrofloric).